# Michel-Honoré Bounieu
Michel-Honoré Bounieu, né à Marseille en 1740 et décédé à Paris (ancien 3e arrondissement) le 29 mars 1814, est un peintre et graveur français.

## Biographie
Bounieu se forma sous la direction de Pierre et fut agrégé par l'Académie en 1770. Il est conservateur des estampes à la Bibliothèque nationale de 1792 à 1794, puis professeur de dessin à l'École des ponts et chaussées de 1794 à 1814.
Il épouse Henriette Fourier. Sa fille et élève Émilie Bounieu, dame Raveau, a exposé au Salon.
Il meurt à l'âge de 76 ans.

## Œuvres

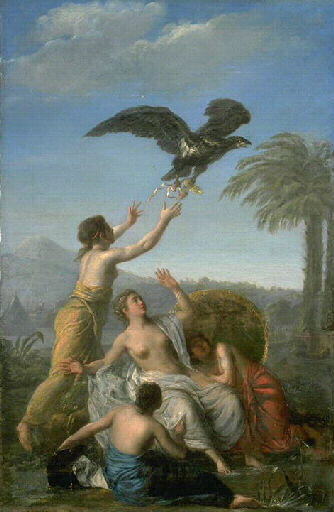
Enlèvement du soulier de Rodope (musée des beaux-arts de Bordeaux).
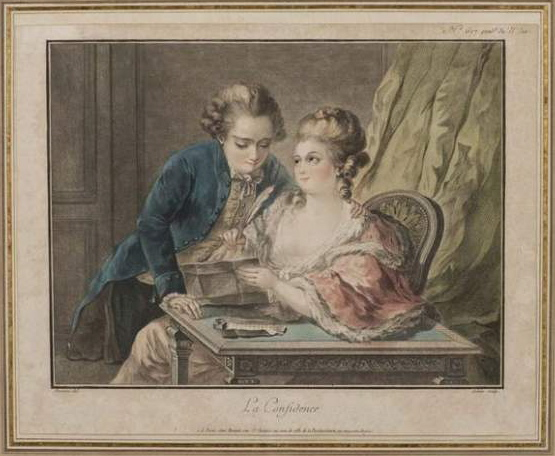
La confidence.
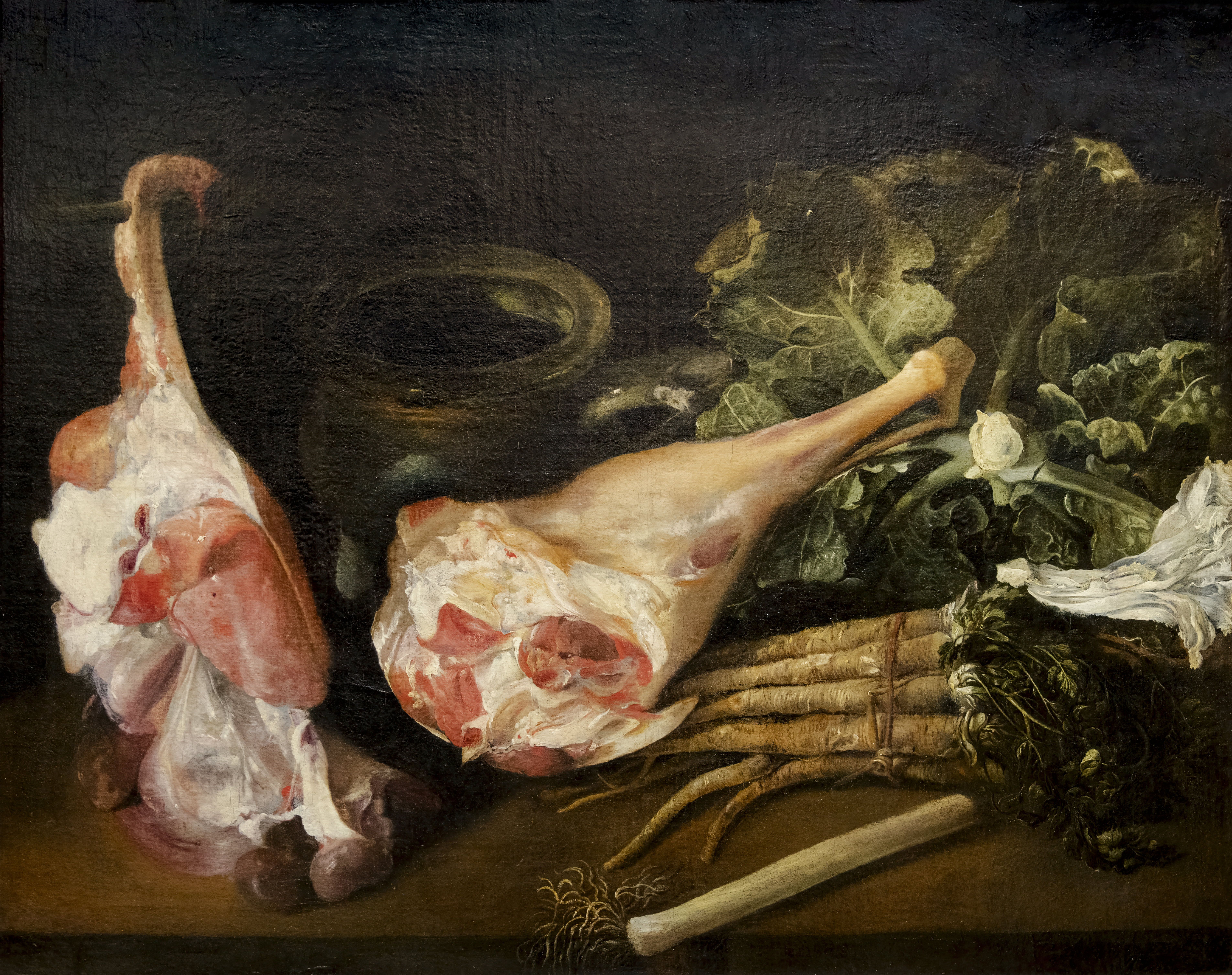
Table de cuisine, huile sur toile, Caen, Musée des beaux-arts
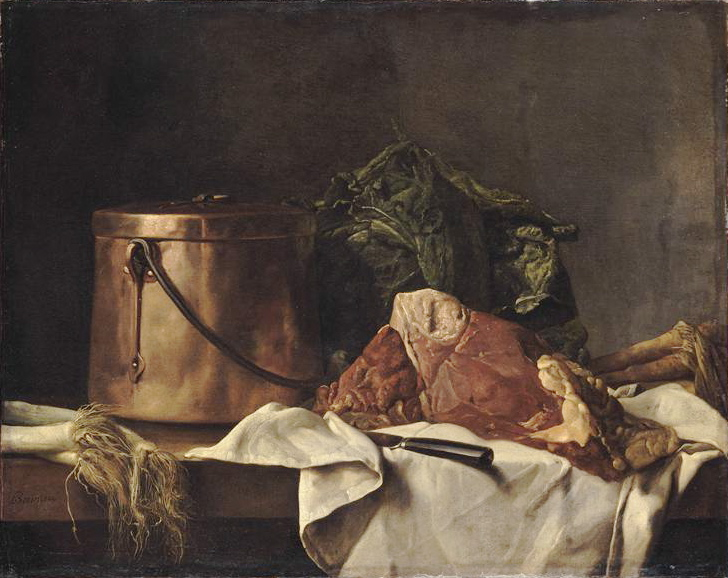
Les apprêts du pot-au-feu (musée du Louvre).
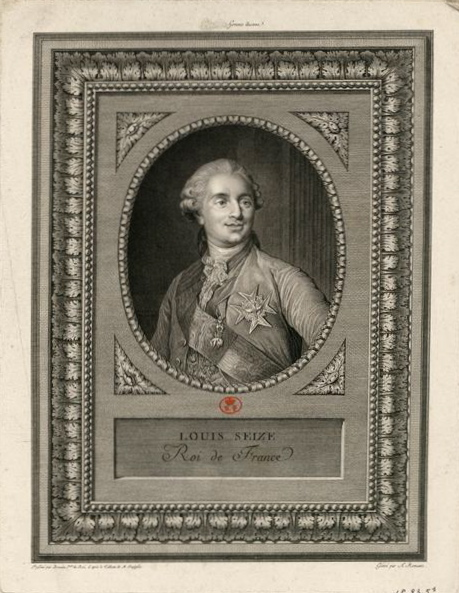
Louis XVI, roi de France.
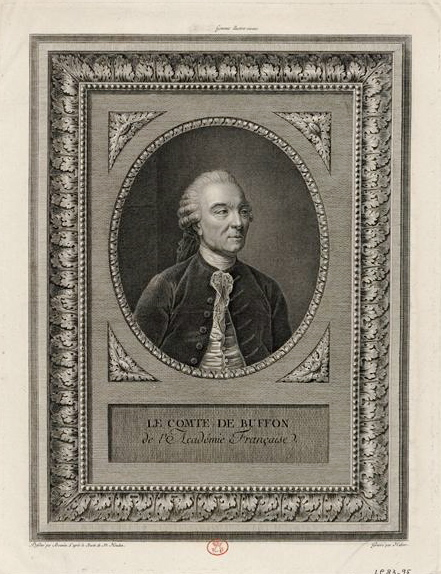
Georges-Louis Leclerc, comte de Buffon.